# Ulf Johansson
Ulf Lennart Johansson (ur. 26 maja 1967 w Tibro) – szwedzki biathlonista, brązowy medalista olimpijski.

## Kariera
W Pucharze Świata zadebiutował 11 marca 1988 roku w Oslo, zajmując 47. miejsce w biegu indywidualnym. Pierwsze punkty wywalczył 20 stycznia 1990 roku w Anterselvie, zajmując 19. miejsce w tej konkurencji. Na podium zawodów tego cyklu pierwszy raz stanął 16 stycznia 1993 roku w Val Ridanna, gdzie rywalizację w sprincie ukończył na drugiej pozycji. W zawodach tych rozdzielił Włocha Johanna Passlera i Gilles’a Margueta z Francji. W kolejnych startach jeszcze jeden raz plasował się w pierwszej trójce: 21 stycznia 1993 roku w Anterselvie wygrał bieg indywidualny. Najlepsze wyniki osiągał w sezonie 1992/1993, kiedy zajął 12. miejsce w klasyfikacji generalnej.
Największy sukces osiągnął w 1992 roku, kiedy podczas igrzysk olimpijskich w Albertville wspólnie z Leifem Anderssonem, Tordem Wikstenem i Mikaelem Löfgrenem zdobył brązowy medal w sztafecie. Był też czternasty w sprincie. Dwa lata później, podczas igrzysk w Lillehammer w sprincie był dwudziesty, a w sztafecie Szwedzi zajęli jedenastą pozycję. Był też między innymi piąty w sztafecie na mistrzostwach świata w Lahti w 1991 roku. Najlepszy wynik indywidualny w zawodach tego cyklu osiągnął podczas mistrzostw świata w Mińsku/Oslo/Kontiolahti rok wcześniej, gdzie był siedemnasty w sprincie.

## Osiągnięcia

### Igrzyska olimpijskie
| Rok  | Miejscowość | Konkurencje | Konkurencje | Konkurencje | Konkurencje | Konkurencje | Konkurencje | Konkurencje |
| Rok  | Miejscowość | IN          | SP          | PU          | MS          | RL          | MR          | SR          |
| ---- | ----------- | ----------- | ----------- | ----------- | ----------- | ----------- | ----------- | ----------- |
| 1992 | Albertville | 64.         | 14.         | nd.         | nd.         | 3.          | nd.         | –           |
| 1994 | Lillehammer | 42.         | 20.         | nd.         | nd.         | 11.         | nd.         | –           |

### Mistrzostwa świata
| Rok  | Miejscowość            | Konkurencje | Konkurencje | Konkurencje | Konkurencje | Konkurencje | Konkurencje | Konkurencje |
| Rok  | Miejscowość            | IN          | SP          | PU          | MS          | RL          | MR          | SR          |
| ---- | ---------------------- | ----------- | ----------- | ----------- | ----------- | ----------- | ----------- | ----------- |
| 1989 | Feistritz              | –           | –           | nd.         | nd.         | 8.          | nd.         | –           |
| 1990 | Mińsk/Oslo/Kontiolahti | –           | 17.         | nd.         | nd.         | –           | nd.         | –           |
| 1991 | Lahti                  | –           | 42.         | nd.         | nd.         | 5.          | nd.         | –           |
| 1993 | Borowec                | 77.         | 27.         | nd.         | nd.         | 6.          | nd.         | –           |
| 1995 | Anterselva             | 40.         | 77.         | nd.         | nd.         | 6.          | nd.         | –           |

### Puchar Świata

#### Miejsca w klasyfikacji generalnej
| Sezon     | Miejsce |
| --------- | ------- |
| 1987/1988 | -       |
| 1988/1989 | -       |
| 1989/1990 | 43.     |
| 1990/1991 | -       |
| 1991/1992 | 68.     |
| 1992/1993 | 12.     |
| 1993/1994 | ?       |
| 1994/1995 | -       |

#### Miejsca na podium chronologicznie
| Lp. | Dzień       | Rok  | Miejscowość | Konkurencja                | Lokata | Pudła   | Czas biegu | Strata | Zwycięzca      |
| --- | ----------- | ---- | ----------- | -------------------------- | ------ | ------- | ---------- | ------ | -------------- |
| 1.  | 16 stycznia | 1993 | Val Ridanna | Sprint na 10 km            | 2.     | 0+0     | 25:16,3    | +0,9   | Johann Passler |
| 2.  | 21 stycznia | 1993 | Anterselva  | Bieg indywidualny na 20 km | 1.     | 0+0+0+0 | 54:25,8    | –      | –              |